# 꽃이끼과
꽃이끼과(Cladoniaceae)는 레카노라목에 속하는 지의류 균류 과의 하나이다. 꽃이끼는 이 과의 꽃이끼속에 속해 있다.

## 하위 속
| - Calathaspis - Carassea - Cetradonia - Cladia - 꽃이끼속 (Cladonia) - Gymnoderma - Heterodea - Heteromyces | - Metus - Myelorrhiza - Notocladonia - Pilophorus - Pycnothelia - Sphaerophoropsis - Squamella - Thysanothecium |